# Мъже на успоредка
„Мъже на успоредка“ (на английски: Men on Parallel Bars) е американски късометражен документален ням филм от 1894 година, заснет от продуцента и режисьор Уилям Кенеди Диксън в лабораториите на Томас Едисън в Ню Джърси.